# Développement de Von Mises
En statistiques, le développement de Von Mises d'une statistique {\displaystyle T(X)}, est un analogue du développement de Taylor de cette statistique vue comme une fonctionnelle, c'est-à-dire comme une fonction d'une distribution. Le développement de {\displaystyle T(X)} au voisinage de la distribution {\displaystyle F_{0}} (par exemple la distribution de {\displaystyle X}) s'écrit donc comme une somme de terme de degrés croissants en {\displaystyle \mathbb {P} _{X}-F_{0}} , où {\displaystyle \mathbb {P} _{X}} désigne la distribution empirique de ces données. Le développement de Von Mises d'une statistique permet une meilleure compréhension de sa distribution asymptotique. 
Le développement de Von Mises a été introduit pour la première fois par Richard Von Mises en 1947. 

## Statistique fonctionnelle
La plupart des statistiques (estimateurs, statistiques de tests, etc.) peuvent être définies en tant que fonctionnelles, c'est ce qu'on appelle des statistiques fonctionnelles.  
Une statistique {\displaystyle T} est généralement vue comme une fonction prenant en entrée un jeu de données {\displaystyle X} et retournant une valeur ou un vecteur de valeurs {\displaystyle T(X)}. On peut l'écrire  {\displaystyle T:X\to T(X)}. 
Mais il est aussi possible de décrire cette statistique comme une fonction prenant en entrée une distribution de probabilité {\displaystyle F} et retournant une valeur ou un vecteur de valeurs {\displaystyle T(F)}, il s'agit alors d'une statistique fonctionnelle {\displaystyle T:F\mapsto T(F)}. Cette fonctionnelle est définie de sorte que pour tout jeu de données {\displaystyle X}, si nous appelons {\displaystyle \mathbb {P} _{X}} la distribution empirique de {\displaystyle X}, alors {\displaystyle T(X)=T(\mathbb {P} _{X})}. Le terme de droite de cette égalité considère {\displaystyle T} comme une fonctionnelle alors que le terme de gauche comme une statistique classique. 

### Exemples
Pour un jeu de données {\displaystyle X=(X_{1},\ldots ,X_{n})} comprenant {\displaystyle n} observations :
- la moyenne s'écrit classiquement comme {\displaystyle M(X)={\frac {1}{n}}\sum _{i=1}^{n}X_{i}}. La fonctionnelle associée s'écrit :  {\displaystyle M(F)=\int t\mathrm {d} F(t)} où {\displaystyle \mathrm {d} F} est la densité de probabilité associée à {\displaystyle F}.
- la variance s'écrit classiquement comme {\displaystyle V(X)={\frac {1}{n}}\sum _{i=1}^{n}(X_{i}-M(X))^{2}}, la fonctionnelle associée s'écrit : {\displaystyle V(F)=\int (t-M(F))^{2}\mathrm {d} F(t)}.
- le {\displaystyle \alpha }-quantile de {\displaystyle X} s'écrit comme {\displaystyle Q_{\alpha }(X)=\inf \left\{x\in \mathbb {R} :{\frac {\mathrm {card} \{X_{i}:X_{i}\leq x\}}{n}}\geq \alpha \right\}} (plus petite valeur {\displaystyle x} telle qu'une proportion d'au moins {\displaystyle \alpha } des données lui soit supérieure). La fonctionnelle associée s'écrit {\displaystyle Q(F)=F^{-1}(\alpha )} où {\displaystyle F} est identifiée à sa fonction de répartition (au cas, où {\displaystyle F^{-1}(\alpha )} n'est pas unique, on peut prendre {\displaystyle \inf \,F^{-1}(\{\alpha \})}, le plus petit antécédent de {\displaystyle \alpha } par {\displaystyle F}).

## Dérivabilité d'une fonctionnelle
Comme pour des fonctions classiques, il est possible de parler de continuité et de dérivabilité d'une statistique fonctionnelle. On peut définir la dérivée de {\displaystyle T} en {\displaystyle F_{0}} dans la direction de {\displaystyle F} comme 
Les dérivées d'ordres supérieurs peuvent être définies d'une manière analogue par
Il est possible de montrer que {\displaystyle \mathrm {d} _{1}(F,G-F)} est linéaire en {\displaystyle G-F}.

### Exemples
- Dérivée de la moyenne :  {\displaystyle \mathrm {d} _{1}M(F_{0},F-G)=M(F)-M(F_{0})}. Les dérivées d'ordre supérieur sont égales à 0.
- Dérivée de la variance : {\displaystyle \mathrm {d} _{1}V(F_{0},F-F_{0})=\int x^{2}\mathrm {d} F(x)-\int x^{2}\mathrm {d} F_{0}(x)+2M(F)^{2}-2M(F)M(F_{0})}.

### Dérivée de Gateaux et dérivée de Fréchet
Il existe en réalité plusieurs notions de dérivées pour les fonctionnelles. La dérivée, définie telle qu'au-dessus, correspond à la dérivée de Gateaux, ou dérivée directionnelle. On peut aussi définir la dérivée de Fréchet, ou dérivée fonctionnelle, d'une statistique fonctionnelle {\displaystyle T}. Cette dérivée est l'unique application linéaire {\displaystyle \mathrm {d} T_{F}} telle que 
  où
{\displaystyle \|\cdot \|} désigne la norme infini. Dans le cas où les dérivées au sens de Fréchet et au sens de Gateaux existent toutes les deux, elles coïncident nécessairement: 
Cela permet de justifier que la dérivée de Gateaux est linéaire par rapport à {\displaystyle F-G}, puisque {\displaystyle \mathrm {d} T_{F}} est linéaire.
Comme la dérivée de Gateaux se ramène à une dérivée unidimensionnelle calculable en utilisant les règles basiques de dérivation, elle est d'un meilleur usage pratique. 

### Lien avec la fonction d'influence
Dans de nombreux cas, la dérivée de {\displaystyle T} en {\displaystyle F_{0}} dans la direction de {\displaystyle F} peut s'écrire {\displaystyle \mathrm {d} _{1}T(F_{0},F-F_{0})=\int h_{F_{0}}(x)(\mathrm {d} F(x)-\mathrm {d} F_{0}(x))}. La fonction {\displaystyle h_{F_{0}}} est alors appelée la fonction d'influence de la statistique {\displaystyle T} en {\displaystyle F_{0}}. La définition de {\displaystyle h_{F_{0}}(x)} est d'ailleurs très similaire à celle de la dérivée de {\displaystyle T} : la distribution {\displaystyle F} y est simplement remplacée par une distribution de Dirac centrée en {\displaystyle x}.

## Développement de Von Mises
Étant donnés deux distributions de probabilités {\displaystyle F} et {\displaystyle G}, le développement de Von Mises d'une statistique {\displaystyle T} en {\displaystyle F} correspond à l'approximation de {\displaystyle T(G)-T(F)} par 
pour un certain entier positif {\displaystyle k}.
Cette approximation est en réalité le développement de Taylor en {\displaystyle 0} de la fonction réelle {\displaystyle t\mapsto T(F+t(G-F))}, évalué en {\displaystyle t=1}.
Étant donné un échantillon {\displaystyle X} supposé issu de variables aléatoires indépendantes et identiquement distribuées selon une distribution {\displaystyle F}, le développement de Von Mises est souvent appliqué pour approximer {\displaystyle T(\mathbb {P} _{n})} par {\displaystyle T(F)+\sum _{k=1}^{m}\mathrm {d} _{k}T(F,\mathbb {P} _{n}-F)}. Comme {\displaystyle T(\mathbb {P} _{n})=T(X)}, cela permet une approximation de la {\displaystyle T(X)}. En particulier, cela permet une meilleure intuition sur la distribution asymptotique de {\displaystyle T(X)}.

## Lien avec la distribution asymptotique

### Normalité asymptotique
Supposons que l'échantillon {\displaystyle X=(X_{1},\ldots ,X_{n})} soit composé de {\displaystyle n} variables aléatoires indépendantes et identiquement distribuées suivant une distribution {\displaystyle F}.
Alors, sous certaines conditions de régularité, si le terme d'ordre 1 du développement de Von Mises de {\displaystyle T} en {\displaystyle F} est non nul, {\displaystyle T(X)} sera asymptotiquement normale. 
Pour s'en rendre compte informellement, il suffit de se rappeler que {\displaystyle T(X)=T(\mathbb {P} _{n})} où {\displaystyle \mathbb {P} _{n}={\frac {1}{n}}\sum \Delta _{X_{i}}}est la distribution empirique de {\displaystyle X}, puis d'écrire le développement de Von Mises au voisinage de {\displaystyle F} :
en utilisant la linéarité de {\displaystyle \mathrm {d} _{1}T(F,\cdot )}. Puisque les {\displaystyle X_{i}}sont indépendants et identiquement distribués, {\displaystyle \mathrm {d} _{1}T(F,\Delta _{X_{i}}-F)} le sont aussi le théorème central limite s'applique et indique que {\displaystyle {\frac {1}{n}}\sum _{i=1}^{n}\mathrm {d} _{1}T\left(F,(\Delta _{X_{i}}-F)\right)} est asymptotiquement normalement distribué, et donc {\displaystyle T(X)} aussi. 

### Distribution asymptotique suivant une combinaison de χ²
Lorsque le premier terme non nul du développement de Von Mises est le second terme, sous certaines conditions de régularité, la distribution asymptotique de {\displaystyle T(X)} peut s'écrire comme une combinaison linéaire de variables aléatoires indépendantes distribuées suivant une loi du χ² à un degré de liberté.

### Autres distributions asymptotiques
Lorsque le premier terme non nul du développement de Von Mises est le troisième ou plus, il existe des expressions plus complexes de la distribution asymptotique de {\displaystyle T(X)}. Toutefois, ces distributions ne s'expriment pas simplement en utilisant des lois de probabilité usuelles.